# Homollea
Homollea là một chi thực vật có hoa trong họ Thiến thảo (Rubiaceae).

## Loài
Chi Homollea gồm các loài: